# Ovidiu Bobîrnat
Ovidiu Tiberiu Bobîrnat (* 4. Mai 1978 in Iași, Rumänien) ist ein ehemaliger rumänisch-zyprischer Boxer im Federgewicht und Teilnehmer der Olympischen Spiele 2000.
Er boxte ab 2001 für Zypern und erhielt 2003 die zyprische Staatsbürgerschaft.

## Karriere
Der 1,76 m große Linksausleger wurde 1996 Rumänischer Juniorenmeister im Bantamgewicht und gewann in dieser Gewichtsklasse auch Bronze bei den Junioren-Weltmeisterschaften 1996. 1997 wurde er erstmals Rumänischer Meister bei den Erwachsenen im Federgewicht.
Nachdem er bei den Weltmeisterschaften 1997 in der Vorrunde ausgeschieden war, gewann er bei den Weltmeisterschaften 1999 eine Bronzemedaille. Er nahm daraufhin auch an den Olympischen Spielen 2000 in Sydney teil, wo er in der Vorrunde gegen den späteren Goldmedaillengewinner Beksat Sattarchanow unterlag.
Für seine Wahlheimat Zypern gewann er 2005 die Silbermedaille bei den Mittelmeerspielen und erreichte mehrere Turniersiege, unter anderem beim Golden Belt Tournament 2002 in Rumänien, dem Acropolis Cup 2002 in Griechenland und dem Lemesia Cup 2003 in Zypern.
Zudem war er Teilnehmer der Commonwealth Games 2002 (Achtelfinale), der Weltmeisterschaften 2003 (Achtelfinale), der Europameisterschaften 2004 (Viertelfinale), der Europameisterschaften 2006 (Achtelfinale) und der Commonwealth Games 2006 (Vorrunde).